# Абдал-Джаліл
Абдал-Джаліл (*д/н — бл. 1085) — 11-й маї (володар) держави Канем в 1071/1077—1085 роках.

## Життєпис
Відомостей про нього обмаль. Походив з династії дугува. Став першим маї, хто офіційно прийняв іслам, змінивши ім'я з Селма (Залма) на Абдал-Джаліл. Втім не зміг запобігти протистоянню між мусульманами, що спиралися на містян (ремісників та торгівців) та берберів, й поганською знаттю. В цій боротьбі, обставини якої достемено невідомі Абдал-Джаліл був повалений представником роду Сейфуа — Хуме.